# 1984 en astronautique
Chronologie de l'astronautique
- 1980
- 1981
- 1982
- 1983
- 1984
- 1985
- 1986
- 1987
- 1988

Cette page présente une chronologie des événements qui se sont produits pendant l'année 1984 dans le domaine de l'astronautique.
Consulter la chronologie de 1983, 1985, des autres années

## Synthèse de l'année 1984

### Programmes spatiaux nationaux

#### États-Unis
- Lors de son Discours sur l'état de l'Union de 1984, le président Ronald Reagan annonce le projet de station spatiale permanente en orbite terrestre de la NASA nommé Station spatiale Freedom (en anglais Space Station Freedom)

#### Images

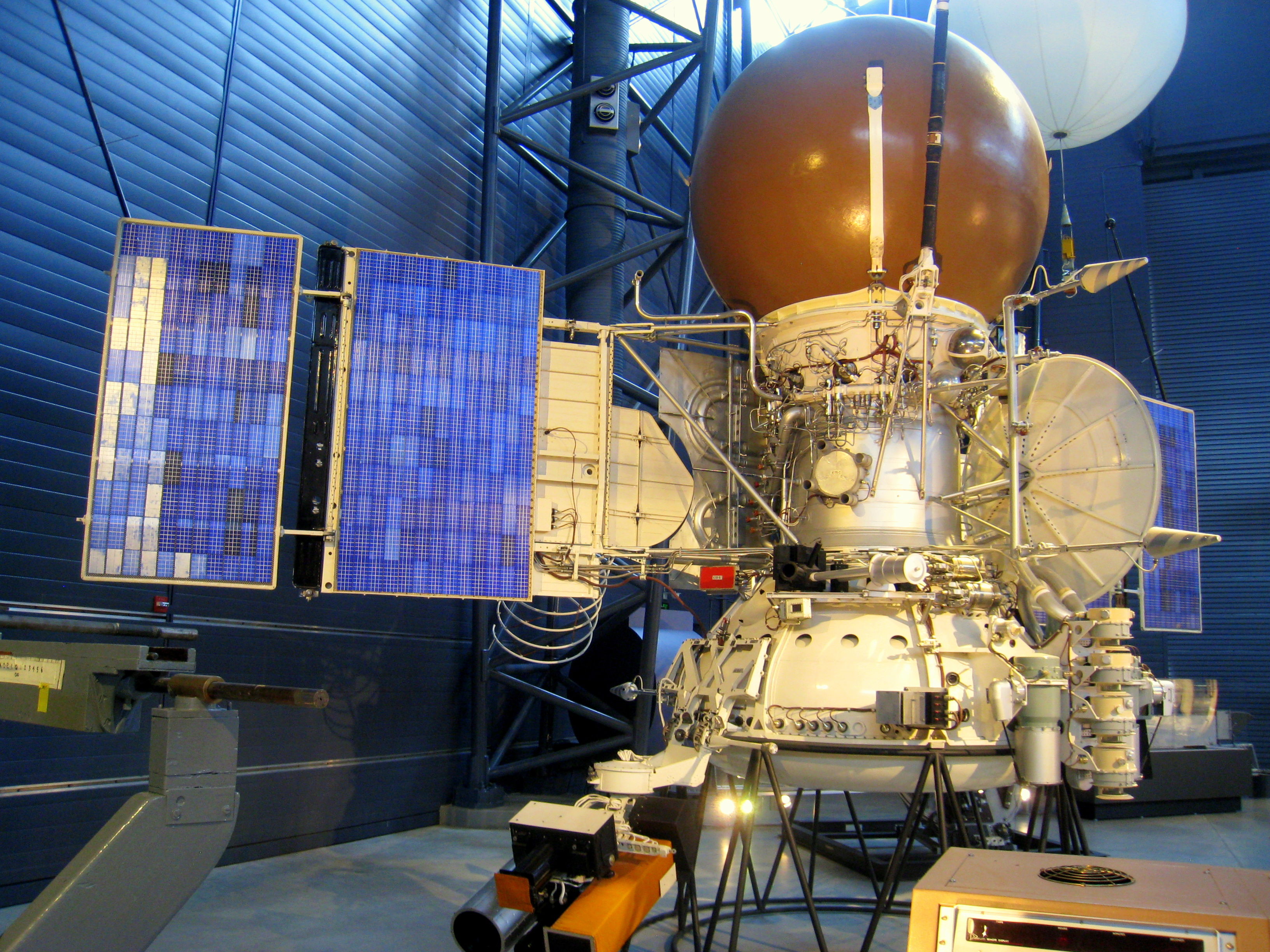
Les deux sondes du programme Vega soviétique largueront un atterrisseur et un ballon dans l'atmosphère de Vénus.
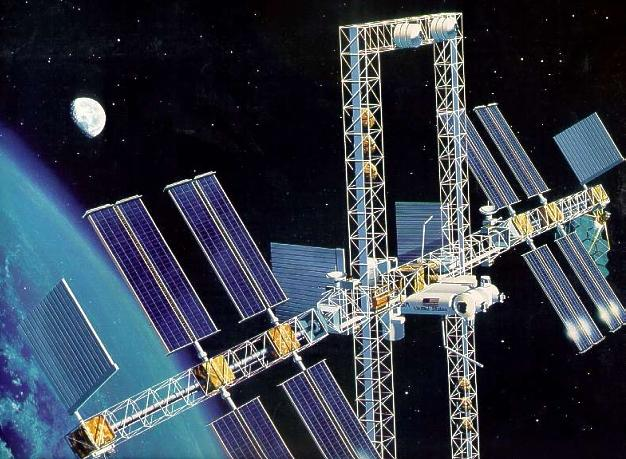
un des projets de Station spatiale Freedom.
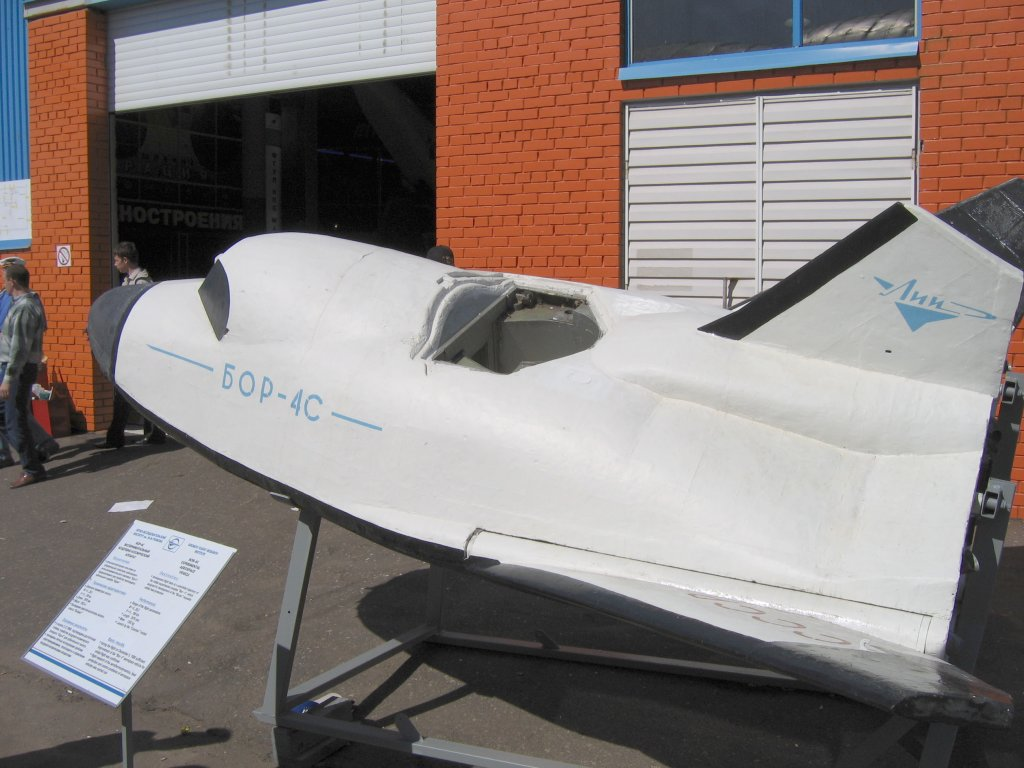
Maquette du vaisseau BOR-4 de type corps portant placé orbite pour tester des matériaux réfractaires du bouclier thermique
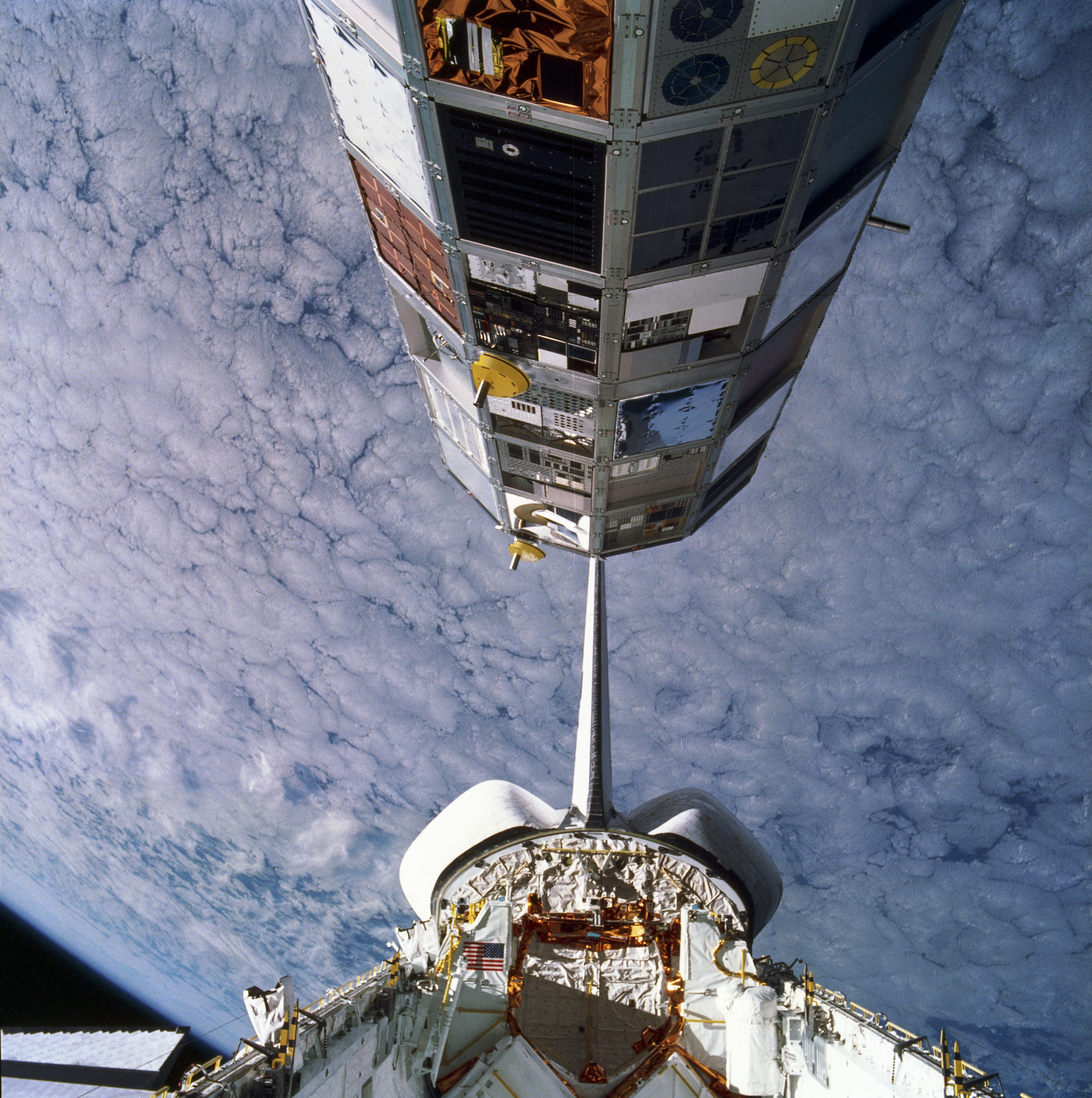
Le satellite LDEF qui rassemble différents matériaux pour tester leur vieillissement dans le vide spatial, est larguée par l'opérateur de la navette spatiale.

## Détail de l'activité spatiale

### Chronologie

#### Janvier
| Date            | Lanceur             | Base de lancement | Type                   | Charge utile      | Notes                             |
| 5 janvier 1984  | Cosmos-3M           | Baïkonour         | Orbite basse           | Strela-1M x 8     | Satellites de télécommunications  |
| 11 janvier 1984 | Soyouz-U            | Baïkonour         | Orbite basse           | Zenit-6           | Satellite de reconnaissance       |
| 11 janvier 1984 | Cosmos-3M           | Baïkonour         | Orbite basse           | Parus             | Satellite de navigation militaire |
| 13 janvier 1984 | Soyouz-U            | Baïkonour         | Orbite basse           | Iantar-4K2 Kobalt | Satellite de reconnaissance       |
| 23 janvier 1984 | N-II                | Tanegashima       | Orbite géostationnaire | BS 2A             | Satellite de télécommunications   |
| 26 janvier 1984 | Soyouz-U2           | Baïkonour         | Orbite basse           | Zenit-6           | Satellite de reconnaissance       |
| 26 janvier 1984 | Cosmos-3M           | Baïkonour         | Orbite basse           | Vektor            | Calibration radar                 |
| 29 janvier 1984 | Longue Marche 3     | Xichang           | Orbite géostationnaire | DFH-2             | Satellite de télécommunications   |
| 31 janvier 1984 | Titan 34D/Transtage | Cape Canaveral    | Orbite haute           | Vortex 11         | Écoute électronique               |

#### Février
| Date            | Lanceur                     | Base de lancement      | Type                   | Charge utile                  | Notes                                        |
| 2 février 1984  | Cosmos-3M                   | Baïkonour              | Orbite basse           | Parus                         | Satellite de navigation militaire            |
| 3 février 1984  | Navette spatiale américaine | Centre spatial Kennedy | Orbite basse           | Navette Challenger (STS-41-B) |                                              |
| 3 février 1984  | Navette spatiale américaine | Centre spatial Kennedy | Orbite géostationnaire | Westar 6                      | Satellite de télécommunications              |
| 3 février 1984  | Navette spatiale américaine | Centre spatial Kennedy | Orbite géostationnaire | Palapa B2                     | Satellite de télécommunications              |
| 5 février 1984  | Atlas H                     | Vandenberg             | Orbite basse           | NOSS Parcae 7 x 3             | Satellite d'écoute électronique navale       |
| 8 février 1984  | Tsiklon-3                   | Baïkonour              | Orbite basse           | Tselina-D                     | Satellite d'écoute électronique              |
| 8 février 1984  | Soyouz-U                    | Baïkonour              | Orbite basse           | Soyouz T-10                   | Relève équipage station spatiale             |
| 14 février 1984 | Mu-3S                       | Uchinoura              | Orbite basse           | Ohzora                        | Étude de l'atmosphère et de la magnétosphère |
| 15 février 1984 | Proton-K / DM               | Baïkonour              | Orbite géostationnaire | Raduga Gran                   | Satellite de télécommunications militaires   |
| 16 février 1984 | Soyouz-U                    | Baïkonour              | Orbite héliosynchrone  | Resurs-F1 17F41 No. 27        | Observation de la Terre                      |
| 21 février 1984 | Soyouz-U                    | Baïkonour              | Orbite basse           | Progress 19                   | Ravitaillement station spatiale              |
| 21 février 1984 | Cosmos-3M                   | Baïkonour              | Orbite basse           | Strela-2M                     | Satellite de télécommunications              |
| 28 février 1984 | Soyouz-U                    | Baïkonour              | Orbite basse           | Iantar-4K2 Kobalt             | Satellite de reconnaissance                  |

#### Mars
| Date          | Lanceur      | Base de lancement | Type                   | Charge utile  | Notes                                      |
| 1er mars 1984 | Delta 3920   | Vandenberg        | Orbite héliosynchrone  | Landsat 5     | Observation de la Terre                    |
| 1er mars 1984 | Delta 3920   | Vandenberg        | Orbite héliosynchrone  | UoSAT 2       | Radio amateurs                             |
| 2 mars 1984   | Proton-K/DM  | Baïkonour         | Orbite géostationnaire | Potok No. 12L | Satellite de télécommunications militaires |
| 5 mars 1984   | Ariane 1     | Kourou            | Orbite géostationnaire | Intelsat 508  | Satellite de télécommunications            |
| 6 mars 1984   | Molnia M     | Baïkonour         | Orbite de Molnia       | Oko           | Satellite d'alerte précoce                 |
| 7 mars 1984   | Soyouz-U2    | Baïkonour         | Orbite basse           | Zenit-6       | Satellite de reconnaissance                |
| 10 mars 1984  | Soyouz-U     | Baïkonour         | Orbite basse           | Efir          | Étude des rayons cosmiques                 |
| 15 mars 1984  | Tsiklon-3    | Baïkonour         | Orbite basse           | Tselina-D     | Satellite d'écoute électronique            |
| 16 mars 1984  | Proton-K/DM  | Baïkonour         | Orbite géostationnaire | Ekran No. 26L | Satellite de télécommunications            |
| 16 mars 1984  | Molnia M     | Baïkonour         | Orbite de Molnia       | Molniya-1     | Satellite de télécommunications            |
| 21 mars 1984  | Soyouz-U-PVB | Baïkonour         | Orbite basse           | Zenit-6       | Satellite de reconnaissance                |
| 29 mars 1984  | Proton-K/DM  | Baïkonour         | Orbite géostationnaire | Oko-S F1      | Satellite d'alerte précoce                 |

#### Avril
| Date          | Lanceur                     | Base de lancement      | Type                   | Charge utile                  | Notes                                                     |
| 3 avril 1984  | Soyouz-U                    | Baïkonour              | Orbite basse           | Soyouz T-11                   | Relève équipage station spatiale                          |
| 4 avril 1984  | Molnia M                    | Baïkonour              | Orbite de Molnia       | Oko                           | Satellite d'alerte précoce                                |
| 6 avril 1984  | Navette spatiale américaine | Centre spatial Kennedy | Orbite basse           | Navette Challenger (STS-41-C) |                                                           |
| 6 avril 1984  | Navette spatiale américaine | Centre spatial Kennedy | Orbite basse           | LDEF                          | Étude matériaux dans l'espace ; récupéré au bout de 5 ans |
| 8 avril 1984  | Longue Marche 3             | Xichang                | Orbite géostationnaire | DFH-2                         | Satellite de télécommunications                           |
| 10 avril 1984 | Soyouz-U                    | Baïkonour              | Orbite basse           | Iantar-4K2 Kobalt             | Satellite de reconnaissance                               |
| 14 avril 1984 | Titan 34D/Transtage         | Cape Canaveral         | Orbite géostationnaire | DSP 12                        | Satellite d'alerte avancée                                |
| 15 avril 1984 | Soyouz-U2                   | Baïkonour              | Orbite basse           | Progress 20                   | Ravitaillement station spatiale                           |
| 17 avril 1984 | Titan 24B                   | Vandenberg             | Orbite basse           | KH-8                          | Satellite de reconnaissance optique                       |
| 19 avril 1984 | Soyouz-U                    | Baïkonour              | Orbite basse           | Zenit-6                       | Satellite de reconnaissance                               |
| 22 avril 1984 | Proton-K/DM                 | Baïkonour              | Orbite géostationnaire | Gorizont No. 19L              | Satellite de télécommunications                           |

#### Mai
| Date        | Lanceur       | Base de lancement | Type                   | Charge utile        | Notes                                 |
| 7 mai 1984  | Soyouz-U      | Baïkonour         | Orbite basse           | Progress 21         | Ravitaillement station spatiale       |
| 11 mai 1984 | Cosmos-3M     | Baïkonour         | Orbite basse           | Parus               | Satellite de navigation militaire     |
| 11 mai 1984 | Soyouz-U      | Baïkonour         | Orbite basse           | Zenit-6             | Satellite de reconnaissance           |
| 14 mai 1984 | Soyouz-U      | Baïkonour         | Orbite basse           | Iantar'-4KS1        |                                       |
| 17 mai 1984 | Cosmos-3M     | Baïkonour         | Orbite basse           | Tsikada             | Satellite de navigation               |
| 19 mai 1984 | Proton-K/DM-2 | Baïkonour         | Orbite moyenne         | GLONASS Ouragan x 3 | Satellites de navigation              |
| 22 mai 1984 | Soyouz-U      | Baïkonour         | Orbite basse           | Zenit-4MKT Fram     | Satellite de reconnaissance optique   |
| 23 mai 1984 | Ariane 1      | Kourou            | Orbite géostationnaire | Spacenet F1         | Satellite de télécommunications       |
| 25 mai 1984 | Soyouz-U      | Baïkonour         | Orbite basse           | Iantar-4K2 Kobalt   | Satellite de reconnaissance           |
| 28 mai 1984 | Soyouz-U      | Baïkonour         | Orbite basse           | Progress 22         | Ravitaillement station spatiale       |
| 28 mai 1984 | Cosmos-3M     | Baïkonour         | Orbite basse           | Strela-1M x 8       | Satellites de télécommunications      |
| 30 mai 1984 | Tsiklon-2     | Baïkonour         | Orbite basse           | US-P-M1             | Satellite de reconnaissance océanique |

#### Juin
| Date          | Lanceur         | Base de lancement | Type                   | Charge utile           | Notes                                      |
| 1er juin 1984 | Soyouz-U        | Baïkonour         | Orbite basse           | Zenit-6                | Satellite de reconnaissance                |
| 6 juin 1984   | Molnia M        | Baïkonour         | Orbite de Molnia       | Oko                    | Satellite d'alerte précoce                 |
| 8 juin 1984   | Cosmos-3M       | Baïkonour         | Orbite basse           | Strela-2M              | Satellite de télécommunications            |
| 9 juin 1984   | Atlas G Centaur | Cape Canaveral    | Orbite géostationnaire | Intelsat 509           | Satellite de télécommunications            |
| 11 juin 1984  | Soyouz-U        | Baïkonour         | Orbite basse           | Zenit-8 Oblik          | Satellite de reconnaissance                |
| 13 juin 1984  | Atlas E/SGS-2   | Vandenberg        | Orbite moyenne         | GPS 9                  | Satellite de navigation                    |
| 15 juin 1984  | Soyouz-U        | Baïkonour         | Orbite héliosynchrone  | Resurs-F1 17F41 No. 26 | Observation de la Terre                    |
| 19 juin 1984  | Soyouz-U        | Baïkonour         | Orbite basse           | Zenit-6                | Satellite de reconnaissance                |
| 21 juin 1984  | Cosmos-3M       | Baïkonour         | Orbite basse           | Nadezhda               | Satellite de navigation                    |
| 22 juin 1984  | Proton-K/DM     | Baïkonour         | Orbite géostationnaire | Raduga Gran            | Satellite de télécommunications militaires |
| 22 juin 1984  | Soyouz-U        | Baïkonour         | Orbite héliosynchrone  | Resurs-F1 17F41 No. 48 | Observation de la Terre                    |
| 25 juin 1984  | Titan 34D       | Vandenberg        | Orbite polaire         | KH-9 SV-19             | Satellite de reconnaissance optique        |
| 25 juin 1984  | Titan 34D       | Vandenberg        | Orbite polaire         | P-11 3e génération     | Satellite d'écoute électronique            |
| 26 juin 1984  | Soyouz-U        | Baïkonour         | Orbite basse           | Iantar-4K2 Kobalt      | Satellite de reconnaissance                |
| 27 juin 1984  | Cosmos-3M       | Baïkonour         | Orbite basse           | Parus                  | Satellite de navigation militaire          |
| 28 juin 1984  | Cosmos-3M       | Kapoustine Iar    | Orbite basse           | Taifun-1B              | Calibration radar                          |
| 29 juin 1984  | Tsiklon-2       | Baïkonour         | Orbite basse           | US-A                   | Satellite de reconnaissance radar          |
| 29 juin 1984  | Soyouz-U        | Baïkonour         | Orbite basse           | Zenit-8 Oblik No. 793  | Satellite de reconnaissance                |

#### Juillet
| Date            | Lanceur   | Base de lancement | Type                  | Charge utile            | Notes                            |
| 3 juillet 1984  | Molnia M  | Baïkonour         | Orbite de Molnia      | Oko                     | Satellite d'alerte précoce       |
| 5 juillet 1984  | Tsiklon-3 | Baïkonour         | Orbite héliosynchrone | Meteor-2                | Satellite météorologique         |
| 17 juillet 1984 | Soyouz-U2 | Baïkonour         | Orbite basse          | Soyouz T-12             | Relève équipage station spatiale |
| 19 juillet 1984 | Soyouz-U  | Baïkonour         | Orbite héliosynchrone | Resurs-F1 17F41 No. 49  | Observation de la Terre          |
| 24 juillet 1984 | Soyouz-U  | Baïkonour         | Orbite basse          | Zenit-8 Oblik           | Satellite de reconnaissance      |
| 27 juillet 1984 | Soyouz-U  | Baïkonour         | Orbite basse          | Zenit-8 Oblik (Priroda) | Satellite de reconnaissance      |
| 31 juillet 1984 | Soyouz-U  | Baïkonour         | Orbite basse          | Iantar-4K2 Kobalt       | Satellite de reconnaissance      |

#### Août
| Date          | Lanceur                     | Base de lancement      | Type                   | Charge utile                 | Notes                                      |
| 1er août 1984 | Proton-K/DM                 | Baïkonour              | Orbite géostationnaire | Gorizont No. 20L             | Satellite de télécommunications            |
| 2 août 1984   | Molnia M                    | Baïkonour              | Orbite de Molnia       | Oko                          | Satellite d'alerte précoce                 |
| 2 août 1984   | N-II                        | Tanegashima            | Orbite géostationnaire | GMS 3                        | Satellite météorologique                   |
| 4 août 1984   | Ariane 3                    | Kourou                 | Orbite géostationnaire | ECS 2                        | Satellite de télécommunications            |
| 4 août 1984   | Ariane 3                    | Kourou                 | Orbite géostationnaire | Telecom 1C                   | Télécommunications                         |
| 6 août 1984   | Soyouz-U                    | Baïkonour              | Orbite basse           | Zenit-8 Oblik                | Satellite de reconnaissance                |
| 7 août 1984   | Tsiklon-2                   | Baïkonour              | Orbite basse           | US-P-M1                      | Satellite de reconnaissance océanique      |
| 8 août 1984   | Tsiklon-3                   | Baïkonour              | Orbite basse           | Geo-IK Musson No. 15         | Géodésie                                   |
| 10 août 1984  | Molnia M                    | Baïkonour              | Orbite de Molnia       | Molniya-1                    | Satellite de télécommunications            |
| 14 août 1984  | Soyouz-U                    | Baïkonour              | Orbite basse           | Progress 23                  | Ravitaillement station spatiale            |
| 16 août 1984  | Soyouz-U                    | Baïkonour              | Orbite héliosynchrone  | Resurs-F1 17F41 No. 50       | Observation de la Terre                    |
| 16 août 1984  | Delta 3924                  | Cape Canaveral         | Orbite haute           | Charge Composition Explorer  | Étude de la magnétosphère                  |
| 16 août 1984  | Delta 3924                  | Cape Canaveral         | Orbite haute           | Ion Release Module           | Étude de la magnétosphère                  |
| 16 août 1984  | Delta 3924                  | Cape Canaveral         | Orbite haute           | UK Subsatellite              | Étude de la magnétosphère                  |
| 24 août 1984  | Molnia M                    | Baïkonour              | Orbite de Molnia       | Molniya-1                    | Satellite de télécommunications            |
| 24 août 1984  | Proton-K/DM                 | Baïkonour              | Orbite géostationnaire | Ekran No. 27L                | Satellite de télécommunications            |
| 28 août 1984  | Titan 34B                   | Vandenberg             | Orbite de Molnia       | QUASAR 5                     | Satellite de télécommunications militaires |
| 30 août 1984  | Soyouz-U                    | Baïkonour              | Orbite héliosynchrone  | Resurs-F1 17F41 No. 51       | Observation de la Terre                    |
| 30 août 1984  | Navette spatiale américaine | Centre spatial Kennedy | Orbite basse           | Navette Discovery (STS-41-D) |                                            |
| 30 août 1984  | Navette spatiale américaine | Centre spatial Kennedy | Orbite géostationnaire | SBS 4                        | Satellite de télécommunications            |
| 30 août 1984  | Navette spatiale américaine | Centre spatial Kennedy | Orbite géostationnaire | Leasat 2                     | Satellite de télécommunications            |
| 30 août 1984  | Navette spatiale américaine | Centre spatial Kennedy | Orbite géostationnaire | Telstar 302                  | Satellite de télécommunications            |

#### Septembre
| Date              | Lanceur           | Base de lancement | Type                   | Charge utile        | Notes                               |
| 4 septembre 1984  | Soyouz-U          | Baïkonour         | Orbite basse           | Zenit-8 Oblik       | Satellite de reconnaissance         |
| 4 septembre 1984  | Proton-K/DM-2     | Baïkonour         | Orbite moyenne         | GLONASS Ouragan x 3 | Satellites de navigation            |
| 7 septembre 1984  | Molnia M          | Baïkonour         | Orbite de Molnia       | Oko                 | Satellite d'alerte précoce          |
| 8 septembre 1984  | Atlas E/SGS-2     | Vandenberg        | Orbite moyenne         | GPS 10              | Satellite de navigation             |
| 12 septembre 1984 | Longue Marche 2 C | Jiuquan           | Orbite basse           | FSW                 | Satellite de reconnaissance         |
| 13 septembre 1984 | Soyouz-U          | Baïkonour         | Orbite basse           | Zenit-4MKT Fram     | Satellite de reconnaissance optique |
| 13 septembre 1984 | Cosmos-3M         | Baïkonour         | Orbite basse           | Parus               | Satellite de navigation militaire   |
| 21 septembre 1984 | Delta 3920/PAM    | Cape Canaveral    | Orbite géostationnaire | Galaxy 3            | Satellite de télécommunications     |
| 25 septembre 1984 | Soyouz-U          | Baïkonour         | Orbite basse           | Iantar-4K2 Kobalt   | Satellite de reconnaissance         |
| 27 septembre 1984 | Soyouz-U          | Baïkonour         | Orbite basse           | Zenit-8 Oblik       | Satellite de reconnaissance         |
| 27 septembre 1984 | Cosmos-3M         | Baïkonour         | Orbite basse           | Taifun              | Calibration radar                   |
| 28 septembre 1984 | Tsiklon-3         | Baïkonour         | Orbite polaire         | Okean-OE NKhM No. 2 | Satellite d'observation de la Terre |
| 28 septembre 1984 | Proton-K/DM-2     | Baïkonour         | Orbite basse           | Tselina-2           | Satellite d'écoute électronique     |

#### Octobre
| Date            | Lanceur                     | Base de lancement      | Type             | Charge utile                  | Notes                                                  |
| 4 octobre 1984  | Molnia M                    | Baïkonour              | Orbite de Molnia | Oko                           | Satellite d'alerte précoce                             |
| 5 octobre 1984  | Navette spatiale américaine | Centre spatial Kennedy | Orbite basse     | Navette Challenger (STS-41-G) |                                                        |
| 5 octobre 1984  | Navette spatiale américaine | Centre spatial Kennedy | Orbite basse     | ERBS                          | Bilan radiatif de la Terre, étude de la couche d'ozone |
| 11 octobre 1984 | Cosmos-3M                   | Baïkonour              | Orbite basse     | Parus                         | Satellite de navigation militaire                      |
| 12 octobre 1984 | Scout G-1                   | Vandenberg             | Orbite basse     | Nova 3                        | Satellite de navigation                                |
| 18 octobre 1984 | Tsiklon-3                   | Baïkonour              | Orbite basse     | Tselina-D                     | Satellite d'écoute électronique                        |
| 31 octobre 1984 | Tsiklon-2                   | Baïkonour              | Orbite basse     | US-A                          | Satellite de reconnaissance radar                      |

#### Novembre
| Date             | Lanceur                     | Base de lancement      | Type                   | Charge utile                 | Notes                                      |
| 8 novembre 1984  | Navette spatiale américaine | Centre spatial Kennedy | Orbite basse           | Navette Discovery (STS-51-A) |                                            |
| 8 novembre 1984  | Navette spatiale américaine | Centre spatial Kennedy | Orbite géostationnaire | Anik D2                      | Satellite de télécommunications            |
| 8 novembre 1984  | Navette spatiale américaine | Centre spatial Kennedy | Orbite géostationnaire | Leasat 1                     | Satellite de télécommunications            |
| 10 novembre 1984 | Ariane 3                    | Kourou                 | Orbite géostationnaire | Spacenet F2                  | Satellite de télécommunications            |
| 10 novembre 1984 | Ariane 3                    | Kourou                 | Orbite géostationnaire | Marecs B2                    | Satellite de télécommunications maritimes  |
| 14 novembre 1984 | Delta 3914                  | Cape Canaveral         | Orbite géostationnaire | NATO 3D                      | Satellite de télécommunications militaires |
| 14 novembre 1984 | Soyouz-U                    | Baïkonour              | Orbite basse           | Iantar-1KFT Siluet No. 4     | Satellite de reconnaissance optique        |
| 14 novembre 1984 | Soyouz-U                    | Baïkonour              | Orbite basse           | Zenit-8 Oblik                | Satellite de reconnaissance                |
| 15 novembre 1984 | Cosmos-3M                   | Baïkonour              | Orbite basse           | Parus                        | Satellite de navigation militaire          |
| 21 novembre 1984 | Soyouz-U                    | Baïkonour              | Orbite basse           | Iantar-4K2 Kobalt            | Satellite de reconnaissance                |
| 27 novembre 1984 | Tsiklon-3                   | Baïkonour              | Orbite héliosynchrone  | Meteor-3 No. 1               | Satellite météorologique Échec             |
| 29 novembre 1984 | Soyouz-U                    | Baïkonour              | Orbite basse           | Zenit-8 Oblik                | Satellite de reconnaissance                |

#### Décembre
| Date             | Lanceur             | Base de lancement | Type                   | Charge utile  | Notes                                                                 |
| 4 décembre 1984  | Titan 34D           | Vandenberg        | Orbite polaire         | KH-11 KENNAN  | Satellite de reconnaissance optique                                   |
| 12 décembre 1984 | Atlas E             | Vandenberg        | Orbite héliosynchrone  | NOAA 9        | Satellite météorologique                                              |
| 14 décembre 1984 | Molnia M            | Baïkonour         | Orbite de Molnia       | Molniya-1     | Satellite de télécommunications                                       |
| 15 décembre 1984 | Proton-K/D-1        | Baïkonour         | Orbite héliocentrique  | Vega 1        | Atterrisseur et orbiteur vénusien                                     |
| 19 décembre 1984 | Cosmos 3M           | Kapoustine Iar    | Orbite basse           | BOR-4 No. 406 | Prototype de navette spatiale de type corps portant à échelle réduite |
| 20 décembre 1984 | Cosmos-3M           | Baïkonour         | Orbite basse           | Taifun-1B     | Calibration radar                                                     |
| 21 décembre 1984 | Proton-K/D-1        | Baïkonour         | Orbite héliocentrique  | Vega 2        | Atterrisseur et orbiteur vénusien                                     |
| 22 décembre 1984 | Titan 34D/Transtage | Cape Canaveral    | Orbite géostationnaire | DSP 6R        | Satellite d'alerte avancée                                            |

## Vols orbitaux

### Par pays
| Pays             | Lancements | dont échecs partiels/totaux | Remarques |
| ---------------- | ---------- | --------------------------- | --------- |
| Chine            | 3          |                             |           |
| États-Unis       | 22         |                             |           |
| Europe           | 4          |                             |           |
| Japon            | 3          |                             |           |
| Union soviétique | 97         | 1                           |           |
| Total            | 129        | 1                           |           |

### Par famille de lanceurs
| Famille de lanceurs         | Pays             | Lancements | dont échecs partiels ou totaux | Remarques |
| --------------------------- | ---------------- | ---------- | ------------------------------ | --------- |
| Ariane 1                    | Europe           | 2          |                                |           |
| Ariane 3                    | Europe           | 2          |                                |           |
| Atlas D/E/F                 | États-Unis       | 3          |                                |           |
| Atlas G/H/I                 | États-Unis       | 2          |                                |           |
| Cosmos 1/3/3M               | Union soviétique | 18         |                                |           |
| Delta                       | États-Unis       | 4          |                                |           |
| Longue Marche 2             | Chine            | 1          |                                |           |
| Longue Marche 3             | Chine            | 2          |                                |           |
| Molnia                      | Union soviétique | 11         |                                |           |
| Mu                          | Japon            | 1          |                                |           |
| N-1/N-II                    | Japon            | 2          |                                |           |
| Navette spatiale américaine | États-Unis       | 5          |                                |           |
| Proton                      | Union soviétique | 13         |                                |           |
| Scout                       | États-Unis       | 1          |                                |           |
| Soyouz                      | Union soviétique | 44         |                                |           |
| Titan II, IIIA, IIIB        | États-Unis       | 2          |                                |           |
| Titan IIID, IIIE, IIIC      | États-Unis       | 5          |                                |           |
| Tsiklon-2                   | Union soviétique | 4          |                                |           |
| Tsiklon-3                   | Union soviétique | 7          | 1                              |           |
| Total                       |                  | 129        | 1                              |           |

### Par type d'orbite
| Orbite                 | Lancements | Succès | Échecs | Orbite atteinte involontairement | Remarques                                                                             |
| ---------------------- | ---------- | ------ | ------ | -------------------------------- | ------------------------------------------------------------------------------------- |
| Basse                  |            |        |        |                                  |                                                                                       |
| Moyenne                |            |        |        |                                  |                                                                                       |
| Haute                  |            |        |        |                                  | dont Molnia, orbite de transfert vers la Lune, orbite elliptique à forte excentricité |
| Géosynchrone/transfert |            |        |        |                                  |                                                                                       |
| Héliocentrique         |            |        |        |                                  | dont orbite de transfert interplanétaire                                              |

### Par site de lancement
| Pays             | Base de lancement      | Nombre de lancements | Remarques |
| ---------------- | ---------------------- | -------------------- | --------- |
| Chine            | Jiuquan                | 1                    |           |
| Chine            | Xichang                | 2                    |           |
| États-Unis       | Cape Canaveral         | 7                    |           |
| États-Unis       | Vandenberg             | 10                   |           |
| États-Unis       | Centre spatial Kennedy | 5                    |           |
| Europe           | Kourou                 | 4                    |           |
| Japon            | Uchinoura              | 1                    |           |
| Japon            | Tanegashima            | 2                    |           |
| Union soviétique | Baïkonour              | 95                   |           |
| Union soviétique | Kapoustine Iar         | 2                    |           |
|                  | Total                  | 129                  |           |

## Survols et contacts planétaires
| Date | Sonde spatiale | Événement | Remarque |
| ---- | -------------- | --------- | -------- |
|      |                |           |          |

### Sources
- (en) Jonathan McDowell, « Jonathan's Space Report », Jonathan's Space Page
- (en) Gunter Krebs, « Chronology of Space Launches », Gunter's Space Page